# Школа № 171 (Москва)
Школа 171 Москвы — школа Центрального административного округа города Москвы в районе Хамовники, входит в топ-100 школ России по конкурентоспособности выпускников. Известна в Москве, главным образом, благодаря классам при Механико-Математическом факультете МГУ имени М.В. Ломоносова и специализированным химическим классам при МГУ имени М. В. Ломоносова. В результате реорганизации школ в сентябре 2013 года объединилась со школами № 45 и № 54, став головным учреждением образовательного комплекса.

## История школы
Школа была построена в 1963 году, когда завершилось строительство Химического факультета МГУ. Галина Александровна Ростоцкая  — первый директор школы и создатель химических классов.

## Профили 171 школы

### Химические классы
Организованы в 1974 году на базе химического факультета МГУ. Первый класс был набран благодаря рекламе по телевидению и радио. Изучение химии проводится по программе, разработанной преподавателями химфака МГУ и одобренной его методической комиссией. В старшей школе занятия проводятся по лекционно-семинарской системе, более характерной для ВУЗов. По мнению выпускника школы Александра Спокойного, работающего в Калифорнийском университете в Лос-Анджелесе, в старших классах химия преподавалась почти на университетском уровне. Практические занятия обычно выполняются в студенческих практикумах в МГУ. 
Среди преподавателей школы были такие известные педагоги химического факультета МГУ, как лауреат Государственной премии СССР доктор химических наук Сергей Серафимович Бердоносов (основатель классов и ответственный за работу от химического факультета с 1976 года по 2015 год), доцент Сергей Сергеевич Чуранов, бывший членом жюри Международных химических олимпиад, доктор химических наук Игорь Викторович Морозов и другие. С 2015 года ответственный за работу классов от химического факультета — лауреат премии Правительства РФ в области образования доцент Андрей Николаевич Григорьев.

Опыт работы химических классов школы 171 освещался в журналах Journal of Chemical Education, «Химия в школе», «Химия» издательского дома «Первое сентября» и других.
- Практикум в химических классах
- Во время практикума на химическом факультете МГУ
- Реактивы в практикуме на химическом факультете МГУ
- Свежеполученный глицинат меди(II)
- Перекристаллизация соли
- Фильтрование при очистке перекристаллизацией

### Биологические классы
Основаны в 2007 году на базе биологического факультета МГУ. Несмотря на гораздо менее давнюю историю, чем у химических классов, именно биологи достигли наибольших успехов в 2000-е годы. В частности, в 2017 году ученик Илья Седлов стал серебряным призером Международной олимпиады школьников по биологии. В том же году учитель биологии Иван Алексеевич Смирнов победил в конкурсах «Учитель года Москвы» и «Учитель года России».
В биологических классах как отдельные дисциплины изучаются цитология, генетика, эмбриология, ботаника, зоология, анатомия. В качестве дополнительного образования учащиеся посещают занятия по палеонтологии, орнитологии, экологии, молекулярной биологии. Большое внимание уделяется организации однодневных и многодневных экспедиций в различные регионы России и за рубеж. 

### Математические классы
Располагаются в здании бывшей школы № 54. Здание сооружено по проекту архитектора Я. И. Галкина, перестроившего недостроенное здание фабрики-кухни. Школа № 54 открылась 1 сентября 1938 года. В этом районе Москвы в это время были построены три однотипных школьных здания двойного назначения (школа и госпиталь). Страна готовилась к войне, поэтому во время Великой Отечественной войны, осенью 1941 года, занятия в школе были прекращены. С 1942 по 1944 год здесь располагался военный госпиталь.
С 1988 г. в школе были созданы классы с углубленным изучением математики при Механико-математическом факультете МГУ имени М. В. Ломоносова, которые функционируют по настоящее время. На базе школы работает Яндекс.Лицей, в котором школьники среди прочего могут освоить программирование на Python.